# Notiochelidon
Notiochelidon is een geslacht van zangvogels uit de familie zwaluwen (Hirundinidae). Het geslacht komt niet meer voor op de versie 11.2 van de IOC World Bird List.
De volgende soorten zijn in andere geslachten ondergebracht: blauwwitte zwaluw, bleekpootzwaluw, muiszwaluw en zwartkapzwaluw.
De soorten komen voor in Mexico de rest van Midden-Amerika en Zuid-Amerika.